# Archives de l'abbaye territoriale d'Einsiedeln
Les Archives de l'abbaye territoriale d'Einsiedeln remontent au Xe siècle, elles sont conservées par l’Abbaye d'Einsiedeln, bénédictine, créée en 947 dans le canton de Schwytz. Ces archives appartiennent au patrimoine culturel le plus important de Suisse, et sont dans la liste des biens culturels d'importance nationale.

## Histoire

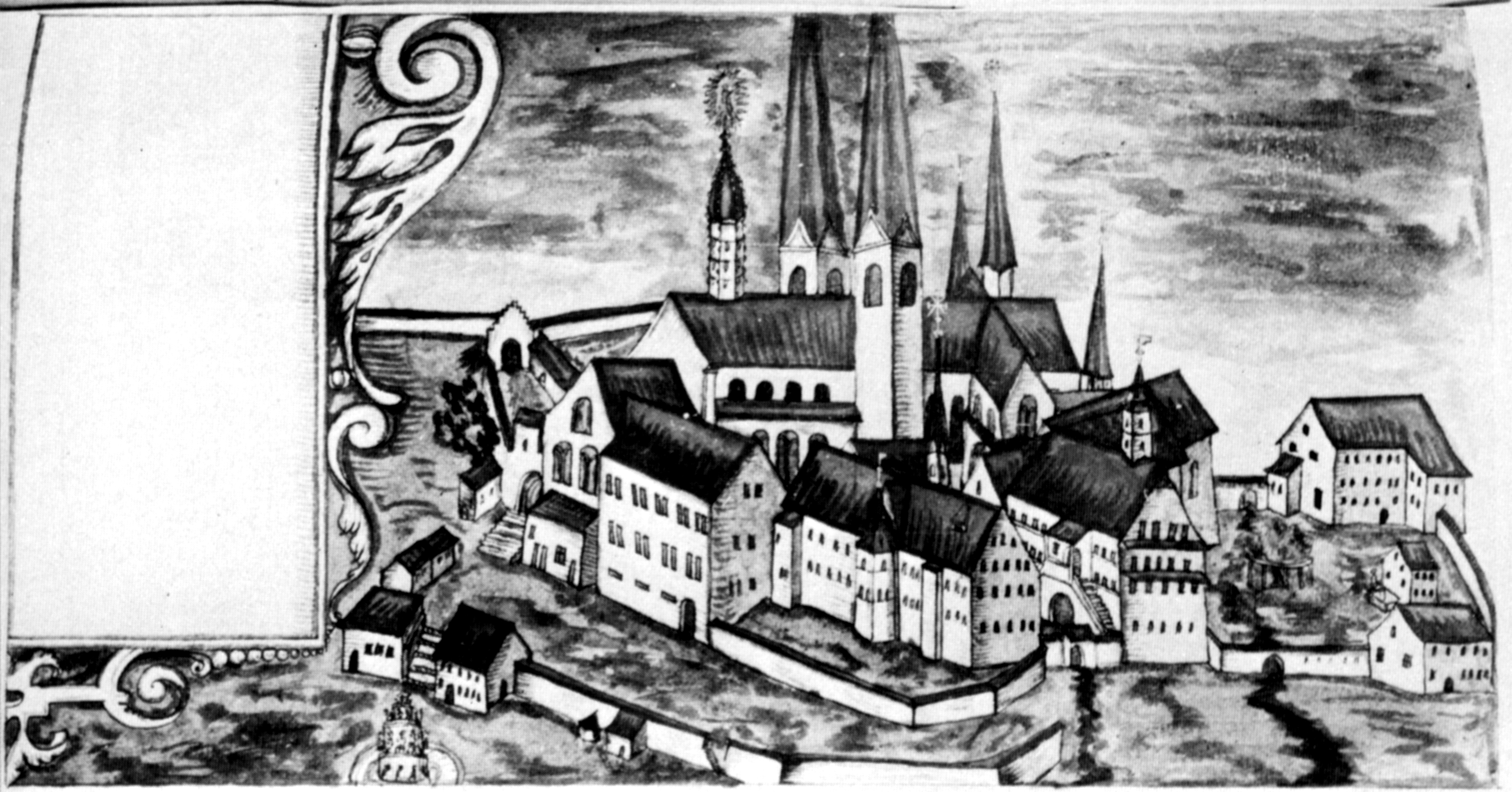
L’abbaye vue par Gabriel Bucelin en 1627.

Les premières informations sur une organisation systématique des archives remontent à 1626, avec l’arrivée de l’abbé Placide Reimann à la tête de l’abbaye. L’ancien classement géographique est maintenu, mais les documents sont désormais regroupés par office (Amt) dans des sections (Capsulae) décrites par des lettres majuscules, dans des sous-sections (Classes), puis numérotés avec des chiffres romains. Afin de préserver les originaux, des copies des documents les plus importants sont groupées dans 14 livres rédigés entre 1629 et 1670 (les Documenta Archivii Einsiedelensis). Ces recueils sont partiellement imprimés de 1665 à 1695. Par exemple, les sections R-T des Capsulae concernent les archives de l’abbaye de Fahr. Les documents jugés importants de ces sections ont été copiés dans le cahier 4a des Documenta (manuscrit, rédigé en 1660).
Reimann a rédigé une table des cotes (une ou deux lettres majuscules), avec des résumés : le Summarium en cinq volumes, dont le dernier volume concerne les ajouts (regroupés dans une section virtuelle des Miscellanea mais répartis en pratique dans les sections préexistantes). Cette table sert d’inventaire, et aussi d’outil de recherche, elle a peut-être été conçue comme base pour faire les Documenta. Finalement, Reimann a aussi rédigé un Index Generalis Archiviii Einsidlensis, registre alphabétique du contenu des Documenta.
La liste des archivistes connus se trouve dans un répertoire des fonctions des moines, réalisé en 1934 et complété en 2004 par Joachim Salzgeber (1926-2012). Eberhard est mentionné comme le premier abbé de 934 à 958. Dionys Hartmann aurait été le premier archiviste de l'abbaye d'Einsiedeln, de 1671 à 1689. Suivent les noms de 35 archivistes jusqu’au XXe siècle. Joachim Salzgeber est le dernier de cette liste, archiviste depuis 1968.
Au XVIIIe siècle, il faut faire face à l’incapacité du système de Reimann d’évoluer avec l’enrichissement des fonds. Un nouveau système de classement est activement recherché dès 1730. On se décide en 1756 pour un classement à trois niveaux : une lettre pour l’office, une ou deux lettres de rangement alphabétique des fascicules, puis un numéro individuel complémentaire. Les 22 offices portent les lettres A à X. Einsiedeln se trouve sous la lettre « A », l’abbaye de Fahr est désormais sous « D ». Ce système n'est que très partiellement mis en place et les archivistes se succèdent rapidement. En 1771, le système de 1756 est déclaré obligatoire pour tous les archivistes. Les offices sont peu à peu répertoriés. Un nouveau Summarium compte finalement 55 volumes, il a été débuté au XVIIIe siècle par Lukas von der Weid et est encore l’outil de recherche principal des chercheurs en 2005.
Avant les travaux de réorganisation, la classification utilisée remontait pour l’essentiel aux décisions de 1756 et 1771. Cependant, des documents des XVIIIe au XXe siècle n’ont pas été intégrés dans la classification historique.

## Collections
Les archives de l’abbaye comptent environ 7 000 parchemins, dont des documents d'empereurs et de rois, plus de 30 chartes ottoniennes et carolingiennes des Xe et XIe siècles. Les collections renferment environ 580 manuscrits antérieurs à 1500, 1 100 incunables, 230 000 imprimés du XVIe au XXIe siècle. Outre les manuscrits, les archives contiennent des documents administratifs, des legs, des plans et cartes, des informations sur la vie quotidienne du monastère, son école, ses écuries et son élevage, ainsi que sur la vie et l’économie du village d’Einsiedeln.
Les collections concernent aussi les archives de l’abbaye des femmes de Fahr (qui forme un monastère double avec l’abbaye d’Einsiedeln), du prieuré de Sankt Gerold fondé en 960 (Vorarlberg, Autriche), du Collegio Papio (it) construit en 1585 à Ascona, 15 mètres linéaires d’actes et livres de la congrégation bénédictine de Suisse comprenant les abbayes de St. Meinrad et Subiaco aux États-Unis et Los Toldos en Argentine,.
Les archives de l’abbaye d’Einsiedeln abritent en outre des fonds de trois anciens couvents : Fischingen, Münsterlingen, Rheinau.

## Réorganisation
Les archives ont été réorganisées entre 2005 et 2012, sous la direction de Andreas Kränzle,. Le constat de départ est accablant : manque de place, problèmes de conservation, classement insuffisant et descriptions archivistiques ne correspondant pas aux standards. Une « anarchie organisée » selon Andreas Kränzle qui relève l’absence de règles concernant les fonctions de l’archivage. Des photographies montrent des documents dégradés, des sceaux en vrac, des tiroirs portant des indications de contenu calligraphiées vieillies.
Cependant, dès les années 1990, une coopération étroite s’est installée entre l'abbaye d’Einsiedeln et le professeur Roger Sablonier titulaire de la chaire pour l’histoire du Moyen Âge de l’université de Zurich. De nombreux travaux de séminaire et des travaux de licence ont été réalisés sur la base des fonds de l’abbaye. Des inventaires sont réalisés depuis 1999. Dès 2001 le programme d’études paléographiques en ligne Ad fontes utilise de nombreuses sources d’Einsiedeln. Une exposition présentée dans la bibliothèque de l’abbaye en 2004 a montré l’importance des collections d'archives pour l’abbaye comme pour les chercheurs, tout en informant sur les problèmes.
Dans un premier temps, de mars 2005 à février 2006, les collections sont placées dans des boîtes de conservation et transportées aux archives cantonales à Schwytz. Les outils de recherche des XVIIIe et XIXe siècles sont numérisés. Durant la seconde étape (de mars 2006 à février 2009), les fonds historiques sont révisés, on compare les documents aux outils de recherche, un règlement des archives est adopté par le Chapitre. La campagne de numérisation de 2007-2009 a permis de mettre en ligne 2 000 documents et 16 000 images. La troisième étape (de mars 2009 à décembre 2012) s'est concentrée sur les documents des XVIe au XXIe siècle, les fonds non classés, sans provenance ou sans description archivistique. De nouveaux locaux sont construits et les archives reprennent le chemin de l’abbaye. En parallèle, 1 966 chartes, 37 rouleaux et 50 livres rares sont numérisés, une collection des cartes et plans est créée ainsi qu’une collection des photographies (sur environ 40 000 négatifs et diapositives, il est prévu d’en conserver environ 25 000). Une planification des mesures de conservation de tous les documents historiques est mise sur pied.
La mise en ligne de nombreux documents a permis à des contributeurs externes d’apporter des annotations à plus de 1 000 images (sur les 25 000 photographies sans indication de provenance).
Des inventaires numériques sont accessibles en ligne. En 2012, environ 75 000 pages ont été numérisées et sont accessibles en ligne, dont : des outils de recherche (17 000 pages), 1 600 actes jusqu’au XVIe siècle (4 400 images), 6 600 photographies sur plaques de verre, plus de 3 000 portraits de conventuels, 450 cartes et plans.
La version typographiée des Summarium du XVIIIe siècle a été numérisée et son contenu intégré dans une base de données liée aux documents originaux eux aussi numérisés. On y trouve par exemple les quatre cahiers concernant la section de l’abbaye de Fahr, sous les cotes B.16/39-42. Le premier document mentionné porte la cote D.A.1, un parchemin de 1130 où Lütolf von Regensberg, sa femme et son fils, font don de Fahr avec sa chapelle à l’abbaye d’Einsiedeln pour la création d’un couvent de femmes.

## Bâtiments

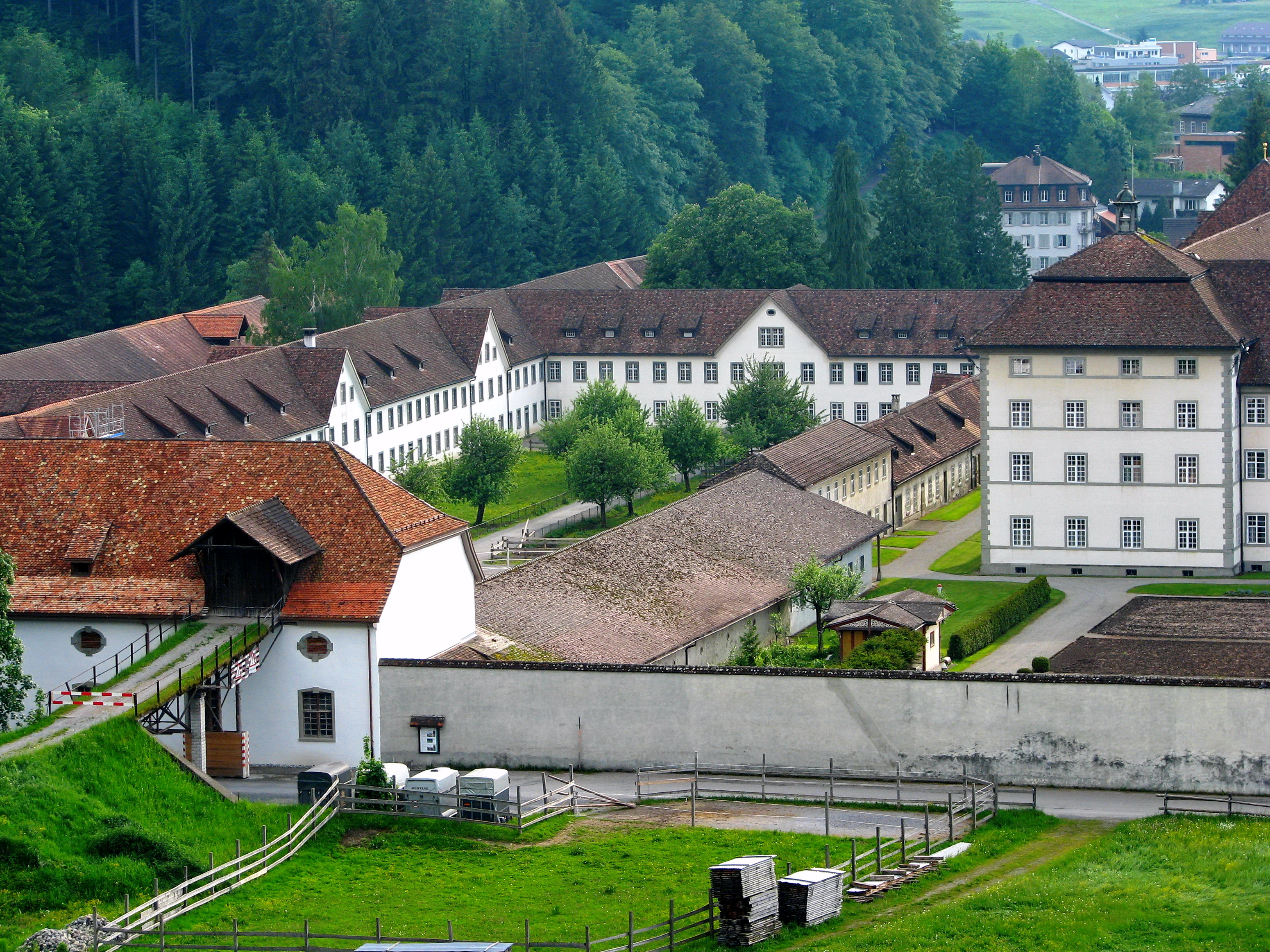
Anciens ateliers avant rénovation : au centre, bâtiments bas et étroits.

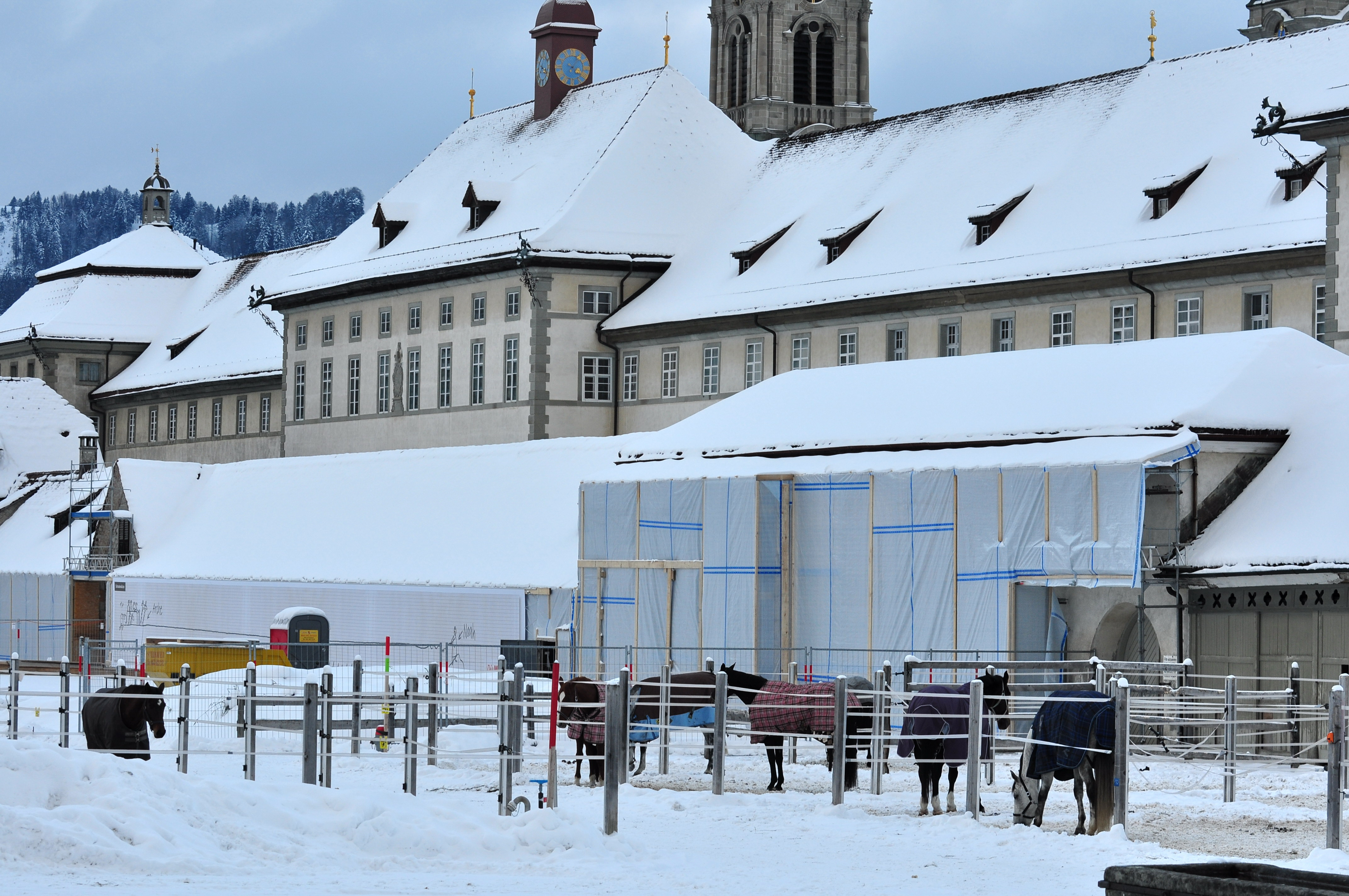
Anciens ateliers en cours de transformation.

Les archives se trouvaient dans des salles voûtées de l’aile Sud de l’abbaye. Il est décidé en 2006 de construire de nouveaux dépôts, sous la cour de la « lieutenance » (Statthalterei, administration, ateliers et écuries situés au Sud de l’abbaye), et de rénover une partie des anciens ateliers pour les bureaux, l'atelier de restauration et la consultation. Les archives sont ainsi à la frontière entre le cloître et la partie publique de l'abbaye, l’ancien accès au Nord est conservé pour les religieux et une nouvelle ouverture est pratiquée au Sud pour le personnel et les visiteurs. Les nouveaux dépôts, enterrés, couvrent 450 m2. Les travaux sont réalisés de 2008 à 2011, pour un montant de 8 millions de francs, et les archives occupent les lieux en 2012,,.